# Palpada bequaerti
Palpada bequaerti är en tvåvingeart som först beskrevs av Hull 1942.  Palpada bequaerti ingår i släktet Palpada och familjen blomflugor.
Artens utbredningsområde är Paraguay. Inga underarter finns listade i Catalogue of Life.